# Matthias Alban
Matthias Alban (getauft 29. Dezember 1634 in Kaltern; † 7. Februar 1712 in Bozen) war ein Tiroler Geigen- und Lautenbauer. 

## Leben
Matthias Alban zählt zu den bedeutenden Vertretern der Tiroler Geigenbauschule. Seine Ausbildung erfuhr Alban in Rom in den Werkstätten des deutschen Geigenbauers Martin Artz (ab 1651) und von Andrea Portoghese (ab 1666). Lange wurde angenommen, dass er ein Schüler von Georg Seelos war, der um 1644 kurze Zeit in Kaltern tätig war, dies gilt inzwischen als unwahrscheinlich, da lange Zeit fälschlicherweise das Geburtsjahr Albans auf 1621 angesetzt war. 1679 versuchte Alban sich in Linz niederzulassen, konnte sich aber nicht gegen den Konkurrenten Johann Seelos aus Innsbruck durchsetzen. Ab dem Jahr 1671 war er in Bozen ansässig, wo er das Inwohnerrecht erwarb und sich in der Mustergasse 16 seine Wohnung und Werkstatt befanden. Hier arbeitete er unterstützt von seinen beiden Söhnen Michael und Joseph, dieser übernahm 1712 die Werkstatt des Vaters.
Heute gibt es nur noch sehr wenige von ihm gefertigte Instrumente, eines gehört zur Instrumentensammlung des Ferdinandeums in Innsbruck. Seine sorgfältig gearbeiteten Geigen sind deutlich an den Stil der Amatis angelehnt. Statt in einer Schnecke laufen einige seiner Modelle in geschnitzten Löwenköpfen aus. Neben Geigen sind nur wenige von Alban gefertigte Bratschen und Celli bekannt sowie eine Theorbe.
Der englische Geiger William Corbett besaß nach eigenen Angaben von 1747 eine Geige Albans, die aus dem Besitz Arcangelo Corellis stammen solle. Georg Simon Löhlein erwähnte 1781, Alban sei neben Matthias Klotz aus Mittenwald „auch noch ein guter Arbeiter“. Matthias Alban gehörte zu den sehr guten Geigenbauern, dennoch wurden seine Instrumente nicht so hoch geschätzt wie die von Jakob Stainer, Antonio Stradivari oder die Instrumente der Amati-Familie. Instrumente Albans befinden sich in Museen in Innsbruck, Nürnberg, Mailand und Prag.
Geigenbauer waren auch zwei seiner Söhne, Michael Alban (1677–1730), ab 1700 in Graz tätig, und Joseph Alban (1680–1722), in Bozen, sowie ein Enkel, Josef Anton Alban (1720–1771), ebenfalls in Bozen.